# Edinho (militante)
Hélio Luiz Navarro de Magalhães (Rio de Janeiro, 23 de Novembro de 1949 - ? de 1974 - Paraíba), também conhecido como Edinho, foi um estudante de química e militante da organização política Partido Comunista do Brasil (PCdoB), durante a ditadura militar brasileira. Preso gravemente ferido, como terrorista na região "Chega com Jeito", Paraíba. Não se sabe o local exato de sua morte. Também não há informação sobre o seu sepultamento. As circunstâncias de seu desaparecimento e morte foram objeto de investigação da Comissão Nacional da Verdade.

## Biografia
Hélio Luiz Navarro de Magalhães nasceu no Rio de Janeiro em 23 de novembro de 1949, filho de Carmen Navarro de Magalhães e Hélio Gerson Menezes de Magalhães. Por ser filho de um comandante da Marinha, iniciou seus estudos no Colégio Militar entre 1961 e 1966. Além de seus atividades no período escolar, estudou inglês, francês e piano na Escola Nacional de Música da Universidade Federal do Rio de Janeiro. Na mesma universidade, ingressou, em 1968, como aluno da Escola de Química, onde ficaria até 1970. Naquele ano, mudou-se para o sudeste do Pará, passando a integrar o Destacamento A da guerrilha.
Documentos do Serviço Nacional de Informação atestam que Hélio teria ido para a “área  de  campo” em 1971 e, em 1972, se deslocado para região próxima ao município de Xambioá, no Tocantins.
Seus companheiros, que conviviam com Hélio na área de campo, relataram que, inicialmente, enfrentou dificuldades de adaptação à vida na selva, principalmente para cozinhar e calcular distâncias. Como passou a contar cada passo, Edinho adquiriu o apelido de “passômetro”, mas também a capacidade de calcular distâncias com grande precisão. Tocava flauta na floresta.
Depois de algum tempo na mata e longe da cidade grande, Edinho, como já era conhecido, dominou práticas na cozinha e continuou se dedicando a música e, até hoje, é reconhecido pelo povo da região pelo seu talento.

## Circunstâncias de desaparecimento a morte
Segundo o relatório do Ministério da Marinha para o Ministro da Justiça de 1993, Hélio Luiz foi preso gravemente ferido, como terrorista, na região ‘Chega com jeito’ em Fevereiro de 1974, portanto armas de grande porte como um fuzil metralhadora, um revólver calibre 38 e uma cartucheira com 36 cartuchos de munição.
O mesmo relatório diz que Hélio foi preso após ter sido ferido, com possibilidades de sobrevivências desconhecidas. Por fim, o documento sustenta que Hélio teria morrido no mês seguinte: Novembro de 1974, relacionado entre os que estiveram ligados à tentativa de implantação de guerrilha rural, levada a efeito pelo Comitê central do PC do B. Morto em  14 de março de 1974”. Já o Relatório do CIE, Ministério do Exército, registra sua morte em 14 de abril de 1974.
O Relatório Arroyo não narra a situação em que Hélio poderia ter sido preso ou morto. Embora as passagens não permitam qualquer conclusão sobre as circunstâncias da morte ou do desaparecimento  forçado de Hélio,  elas permitem deduzir que, até janeiro de 1974,  o guerrilheiro encontrava-se vivo e integrado ao que restara da guerrilha.

### Investigação
Em depoimento prestado à Comissão Nacional da Verdade, o Sargento Santa Cruz afirma tê-lo visto detido na Casa Azul, em Marabá, no Pará.
Em entrevista a Romualdo Pessoa Campos Filho, José Veloso de Andrade, morador da região que trabalhou como cozinheiro e guia para os militares durante o período, afirma que viu Hélio vivo e preso na base da Bacabá, na Paraíba, sem precisar a data deste evento.[carece de fontes?]
Por fim, Raimundo Nonato dos Santos, depôs ao MPF, em 2001, que viu Hélio levar três tiros do Capitão Salsa, também conhecido como Aníbal, e do soldado Ataíde.[carece de fontes?]
O episódio teria ocorrido “na cabeceira  da  Borracheira, na direção da Fortaleza”. Apesar de armado, Hélio não teria atirado nos militares e foi levado vivo a um helicóptero.[carece de fontes?]
Além disso, existem suposições de que Hélio Luiz Navarro de Magalhães não morreu.[carece de fontes?] Sete membros da Guerrilha do Araguaia teriam sobrevivido.
Hélio foi capturado pelos soldados junto do comparsa René Silveira e ambos foram levados. A situação era de dúvida entre os oficiais: já que matá-lo estava fora de questão, libertá-lo simplesmente também não era uma opção, já que seria assassinado pelo próprio partido tão logo o encontrassem. Foi então feito um acordo. Quanto aos outros guerrilheiros, Hélio conseguiu interceder por suas vidas e mantê-los vivos. Foi criada uma falsa história, uma falsa eliminação, para proteger os guerrilheiros de seus próprios comparsas.

#### Local de desaparecimento e morte
O local de seu desaparecimento não é preciso de Hélio porque as informações sobre as circunstâncias de sua prisão e provável execução são precárias.
O Relatório do Ministério da Marinha, apresentado em 1993 ao ministro da Justiça, afirma que Hélio Luiz Navarro de Magalhães teria sido preso na região conhecida como “Chega com jeito”.
Já José Veloso, em depoimento, atesta ter visto Hélio preso na base militar da Bacaba. E o Sargento Santa Cruz indica tê-lo visto detido na Casa Azul.
Por fim, o ex-guia Raimundo Nonato declarou estar presente na cabeceira da Borracheira,  na  direção  da  Fortaleza, quando Hélio Luiz foi  atingido por disparos  de militares e colocado em um helicóptero.

## Conclusão da Comissão Nacional da Verdade
Hélio Luiz Navarro de Magalhães é considerado desaparecido político por não terem sido entregues os restos mortais aos seus familiares.O que impediu o seu sepultamento até os dias atuais. De acordo com a EPOCA, após 50 entrevistas, duas viagens ao Araguaia, outras tantas ao Rio de Janeiro e uma estadia em Estrela d’Oeste, no interior de São Paulo – onde os próprios familiares dizem ter procurado Hélio Navarro anos atrás –, a reportagem de ÉPOCA concluiu que o caso permanece um mistério, com tantas perguntas como respostas. Mortos, o pai e o tio levaram possíveis segredos para o túmulo.
Assim, recomenda-se a continuidade de investigação no caso, buscando a localização de seus restos mortais, retificação da certidão de óbito e a identificação e responsabilização dos demais agentes envolvidos.
Conforme sentença da Corte Interamericana de Direitos Humanos o Estado Brasileiro é obrigado a investigar os fatos, julgar e, se for o caso, punir os responsáveis pelo desaparecimento da vítima.

## Homenagens
Sua mãe, Carmen Navarro, publicou uma carta de apelo ao filho relembrando alguns momentos. Em sua letra ela escreveu o seguinte: "Queria vê-lo uma única vez antes de morrer, meu filho.”